# ГЕС Waipori 2A
ГЕС Waipori 2A — гідроелектростанція на Південному острові Нової Зеландії. Знаходячись між ГЕС Waipori 1 (10 МВт, вище по течії) та ГЕС Waipori 3 (7,6 МВт), входить до складу каскаду на річці Waipori, яка приєднується праворуч до Taieri незадовго до устя останньої (впадає до Тихого океану на південно-східному узбережжі острова, за три десятки кілометрів на південний захід від Данідіна).

## Станція Waipori / Waipori 2
У 1907 році для забезпечення міста Данідін на Waipori ввели в експлуатацію гідроелектростанцію з двома турбінами типу Пелтон потужністю по 1 МВт. Ресурс до неї подавали за допомогою дерев'яного водоводу довжиною 2,7 км, який прямував від так само дерев'яної греблі, що підняла рівень води у річці лише на 3 метри. До 1913-го тут встановили ще чотири турбіни такої ж потужності.
У 1922 році попереднє обладнання замінили більш потужним — тепер на станції працювало п'ять турбін по 3 МВт, до яких в 1942-му додалось ще дві з показником 3,4 МВт кожна.
А в 1929-му вище по течії Waipori почали зведення греблі Махінерангі, утримуваний якою резервуар мав завдання стабілізувати сток та збільшити виробіток електроенергії. Бетонну аркову споруду завершили двома етапами — на початку 1930-х її довели до висоти 20 метрів, а в 1946-му наростили до 38 метрів. Гребля має довжину по гребеню 166 метрів і створює водосховище з площею поверхні 20 км2 та об'ємом 216 млн м3. При цьому з 1931-го біля її підніжжя запрацювала мала ГЕС, що дістала назву Waipori 1, тоді як розташовану нижче стару станцію почали називати Waipori 2.
У 1968—1976 роках поряд з розташуванням машинного залу Waipori 2 ввели в роботу новий генеруючий об'єкт — Waipori 2А, після чого в 1980-му старий демонтували.
Можливо відзначити, що одну з турбін самої першої станції потужністю 1 МВт з 1924 по 1930 роки використовували на тимчасовій електростанції, яка забезпечувала енергією будівельний майданчик ГЕС Туаї на Північному острові. А дві зняті зі станції Waipori 2 турбіни потужністю по 3,4 МВт міська рада Данедіну продала компанії Otago Central Electric Power Board, яка у 1981-му встановила їх на ГЕС Елліс (Тевіот) за півсотні кілометрів на північний захід від району станцій Waipori.

## ГЕС Waipori 2А
Забір ресурсу для станції відбувається за допомогою Греблі № 2, зведеної трохи більш ніж за кілометр після Махінерангі. Це так само бетонна аркова споруда висотою 20 метрів та довжиною 55 метрів, яка утримує невеликий резервуар з об'ємом 0,32 млн м3. Зі сховища через правобережний гірський масив прямує дериваційний тунель довжиною 1,4 км, котрий після запобіжного балансувального резервуару переходить у напірний тунель довжиною біля 0,5 км з діаметром 2 метри. Далі короткі сталеві водоводи подають ресурс безпосередньо до машинного залу, спорудженого на березі Waipori.
Первісно тут встановили три турбіни типу Френсіс потужністю по 18 МВт (по одній у 1968-му, 1975-му та 1976-му), які працюють при брутто-напорі 224 метри. Станом на 2017 рік потужність двох гідроагрегатів збільшили до 21 МВт та 23,5 МВт, що довело загальний показник станції до 62,5 МВт.
З урахуванням трьох менших станцій каскаду загальною потужністю 25 МВт річний виробіток становить 192 млн кВт-год електроенергії на рік. Її зростанню сприяло створення у 2008 році водозбірної системи, яка здійснює деривацію до водосховища Махінгерані ресурсу зі сточища річки Deep Stream (права притока згаданої на початку статті Taieri, що впадає в останню значно вище за Waipori). Ресурс, зібраний у проміжному резервуарі, далі подається на південь до однієї з лівих приток Waipori по трасі, що включає понад 10 км каналів та тунелів. На цьому відтинку працюють малі ГЕС Deep Stream A та Deep Stream B потужністю по 3 МВт з виробітком 23 млн кВт-год електроенергії на рік.
Видача продукції Waipori 2А відбувається по ЛЕП, розрахованих на роботу під напругою 33 кВ та 110 кВ.
Також можна відмітити, що зі станції 2А відбувається управління роботою всього каскаду на Waipori.